# Las Tunas
För andra betydelser, se Las Tunas (olika betydelser).
Municipio de Las Tunas är en kommun och stad i Kuba.   Den ligger i provinsen Las Tunas, i den östra delen av landet, 600 km öster om huvudstaden Havanna. Kommunen hade 162 957 invånare år 2012.